# City of Parramatta
City of Parramatta är en stadskommun i Australien. Den ligger i delstaten New South Wales, i den sydöstra delen av landet, omkring 20 kilometer väster om delstatshuvudstaden Sydney. Antalet invånare är 184 622.
Följande samhällen finns i Parramatta:
- Granville
- Carlingford
- Parramatta
- Epping
- Ermington
- Northmead
- Telopea
- Harris Park
- Dundas Valley
- Constitution Hill
- Clyde